# Браїлов Рюрик Іванович
Рюрик Іванович Браї́лов (нар. 19 травня 1939, Баратівка — пом. 23 лютого 2002, Херсон) — український графік; член Спілки радянських художників України з 1971 року.

## Біографія
Народився 19 травня 1939 року в селі Баратівці. 1961 року закінчив Одеське художнє училище де навчався зокрема у Георгія Павлюка, Юрія Єгорова.
Після здобуття фахової освіти працював у художньо-виробничих майстернях; з 1972 року обіймав посаду заступника голови молодіжної секції Херсонської організації Спілки радянських художників України. Жив у Херсоні в будинку на вулиці Ілліча, № 56, квартира № 77. Помер у Херсоні 23 лютого 2002 року.

## Творчість
Працював у галузях станкової і книжкової графіки. Серед робіт:
- ліногравюри «Ішов козак дорогою, дорогою широкою, долиною глибокою», «Ой умер, умер козаченько», «Будуть наші ігри козацькії зачувати» (1969–1971);
- серія «Запорожці» («Лиман човни вкрили», «Танець», «Тарань»; 1969–1971);
- серії офортів до роману Івана Пільгука «Сковорода» («Дорогами науки», «Примара Сковороди», «В келії», «Ранок», «Собі могила»; 1972);
- серія робіт, присвячених Лесі Українці («Смутна в дівчини душа», «Всюди брами», «Грають рибки»), ілюстрації до її «Казок про Оха-чудотворця» (1969–1970).

З 1965 року брав участь у зарубіжних (Народна Республіка Болгарія, 1974, 1982; Угорська Народна Республіка, 1986), республіканських та обласних виставках. Персональні виставки відбулися у Херсоні у 1989 році та польському місті Велюні у 1996 році. 
Окремі роботи художника зберігаються в музеї Міністерства культури та мистецтв України, Херсонському художньому музеї. 